# Spitalkirche Hl. Geist (Cham)

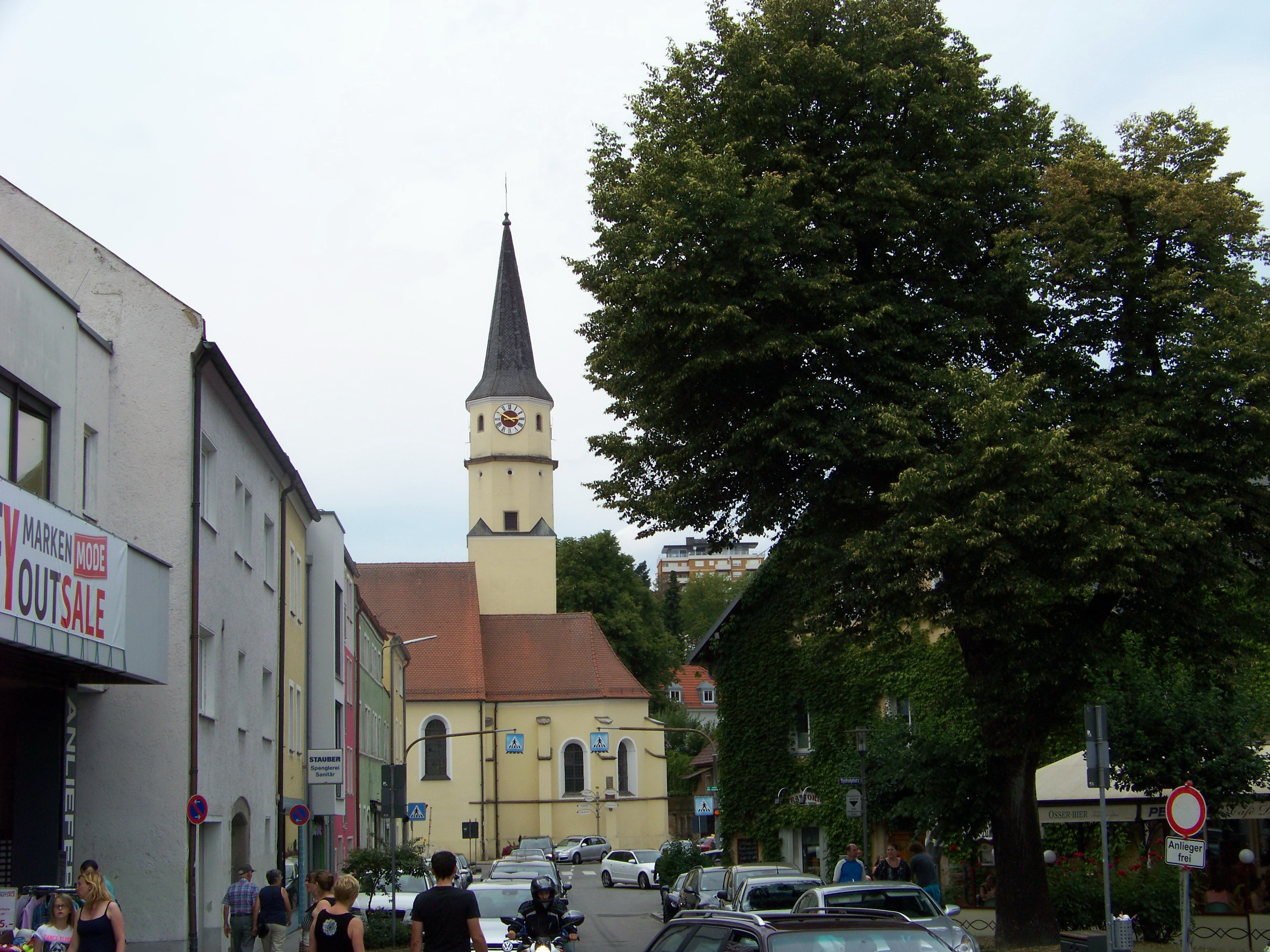
Spitalkirche Hl. Geist

Die Spitalkirche Hl. Geist ist eine katholische Spitalkirche in der Stadt Cham in der Oberpfalz.
Sie ist Chams älteste Kirche.

## Geschichte
Das älteste Spital der Stadt Cham lag in Siechen, das heute (2017) ein Stadtteil von Cham ist. Es liegt im Osten der Stadt am Fuß des 451 Meter hohen Galgenberges. In den Steuertabellen des 19. Jahrhunderts wird in Siechen noch ein Leprosenhaus erwähnt.
Im 13. Jahrhundert wurde das Spital Cham an den nordöstlichen Stadteingang von Cham zwischen Cham und Brunnendorf verlegt.
Aus dem Jahr 1285 gibt es eine Urkunde über das Spital Cham. In ihr erlaubte Bischof Heinrich II., Graf von Rotteneck den Bürgern von Cham, das Spital zu erneuern. Die in dieser Urkunde enthaltenen Verpflichtungen zeigen, dass zu dieser Zeit bereits die Spitalkirche und ein zu ihr gehörender Friedhof bestanden.
1330 entstand die Spitalstiftung als Ergebnis der Empfehlung einer Diözesansynode. Diese Stiftung entwickelte sich zu einer der reichsten wohltätigen Einrichtungen des Bistums Regensburg.
Bei einem Stadtbrand 1512 brannte die vorhandene Spitalkirche ab. 1514 wurde eine neue Spitalkirche in gotischem Stil erbaut.
Als der Pandur Franz Freiherr von der Trenck 1742 die Stadt Cham anzündete, fiel diesem Brand auch das Kirchenschiff der Spitalkirche zum Opfer. An den erhaltenen Chor wurde im 18. Jahrhundert ein neues, breiteres Kirchenschiff angebaut. Das erhalten gebliebene gotische Portal wurde in die Südmauer integriert.
In der zweiten Hälfte des 18. Jahrhunderts erhielt die Spitalkirche eine barocke Ausstattung. Die Spitalkirche war über mehrere Jahrhunderte auch Friedhofskirche. Der früher hinter der Kirche gelegene Friedhof existiert nicht mehr, aber mehrere alte Grabplatten sind im Innern der Kirche in die Wände eingelassen. Das 19. Jahrhundert brachte einige kleinere Veränderungen mit sich.
Das Stadttor, das zur Spitalkirche führte, hieß Spitaltor. Das ganze Viertel rund um die Spitalkirche hieß Spitaltorviertel. Es war eines der vier Stadtviertel in die Cham eingeteilt war (Spitaltorviertel, Fleischtorviertel, Biertorviertel, Sandtorviertel). Zum Spital gehörten fünf Anwesen: Spitalgebäude, Spitalkirche, Spitalmesnerhaus, Spitalhirtenhaus und Spitalbräuhaus. Das Spitalmesnerhaus und drei weitere kleinere Gebäude neben der Spitalkirche wurden 1913 abgerissen, so dass das Kirchengebäude nun allein steht. In diesem Jahr entstanden auch der Portalvorbau, die Empore und der Außenaufgang zur Empore.
1984 bis 1986 wurde die Spitalkirche unter Architekt Josef Berthold renoviert.

## Architektur und Ausstattung

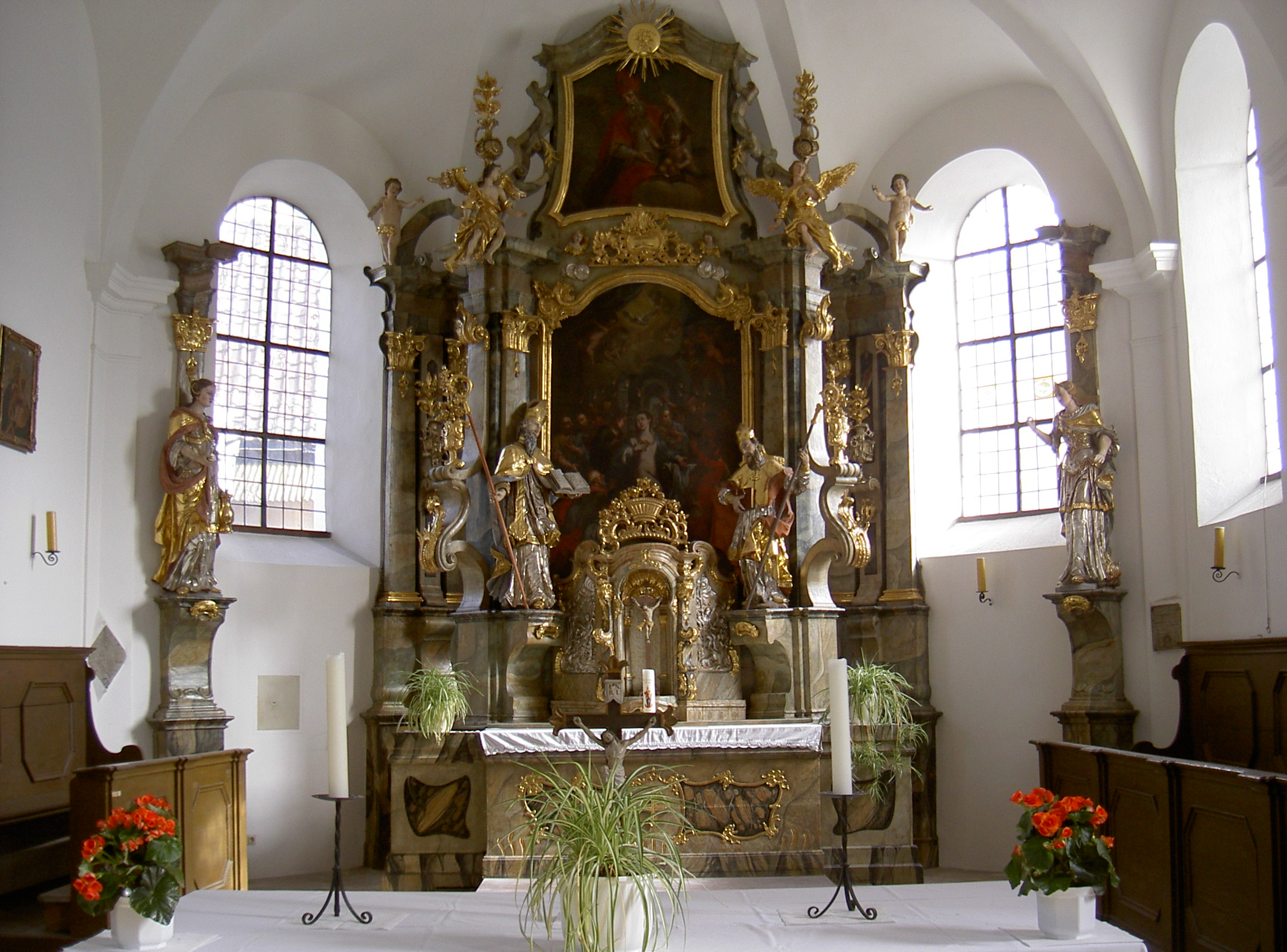
Hochaltar in der Spitalkirche

Das gotische Südportal ist mit 14 ungleichmäßig verteilten Kugeln verziert. Seine geschnitzte Eichentüre stammt aus dem 18. Jahrhundert.
Die Innenausstattung ist Barock, 18. Jahrhundert. Die Chamer Maler Anton Sollfleisch und Wolfgang Hennevogl malten das Hochaltarbild und das Deckenfresko. Der Chamer Bildhauer Fidelis Ittelsperger gestaltete den Hochaltar mit den Figuren des Hl. Augustinus, des Hl. Nikolaus und der Hl. Elisabeth.
Ursprünglich sollte die Spitalkirche dem Hl. Nikolaus geweiht werden. Sie wurde dann aber, wie für Spitalkirchen allgemein üblich, eine Hl.-Geist-Kirche.
Links und rechts vom Hochaltar stehen zwei Seitenaltäre, die sich thematisch mit dem Thema Krankheit und Sterben beschäftigen.
An der nördlichen Kirchenwand befindet sich eine barocke Kanzel.
In der hinteren südlichen Ecke steht unter einem großen Kruzifix eine Schmerzensmutter gestaltet als Ankleidefigur. Der Bildhauer Tobias Bader schuf 1651 eine Marienstatue für das Herzogspital München. Bei der Chamer Schmerzensmutter handelt es sich um eine Nachbildung dieser Skulptur. Ursprünglich war sie wohl in der Chamer Franziskanerkirche aufgestellt und kam erst nach 1800 in die Spitalkirche. Zahlreiche Votivgaben zeugen von der Beliebtheit dieser Figur bei den Gläubigen.

## Nachweise
1. 1 2 3 4 5 6 7 8 9 10 11  http://www.pfarrei-cham.de/kirchen-und-kapellen/
2. ↑  Historischer Atlas von Bayern: Altbayern Reihe I Heft 8: Das Landgericht Cham, S. 64
3. 1 2  Josef Oswald, Kurt von Ingersleben: Herold. Führer durch Deutschland. Band 6. Vereinigte Herold Verlage München, 1970, S. 365
4. ↑  http://www.cham.de/Stadt-Bürger/Die-Stadt/Sehenswürdigkeiten/Kirchen/Spitalkirche
5. ↑  Historischer Atlas von Bayern: Altbayern Reihe I Heft 8: Das Landgericht Cham, S. 62–64